# カーチス・スティーブンス
カーチス・ポール・スティーブンス(Curtis Paul Stevens、1898年6月1日 - 1979年5月15日) は1930年代に活躍したアメリカ合衆国のボブスレー選手。1932年のレークプラシッドオリンピックの男子2人乗りで金メダルを獲得した。
ボブスレー男子2人乗りの全米チャンピオンにも輝いている。ニューヨーク州レークプラシッドで亡くなった。兄弟のポール・スティーブンスとヒューバート・スティーブンスもボブスレー選手である。